# مسئله استقراء
مسئلهٔ استقراء (به انگلیسی: Problem of induction) سؤال فلسفی ایست که آیا استدلال استقرائی منجر به دانش به معنای کلاسیک فلسفی کلمه (Justified true belief) می‌شود یا خیر.

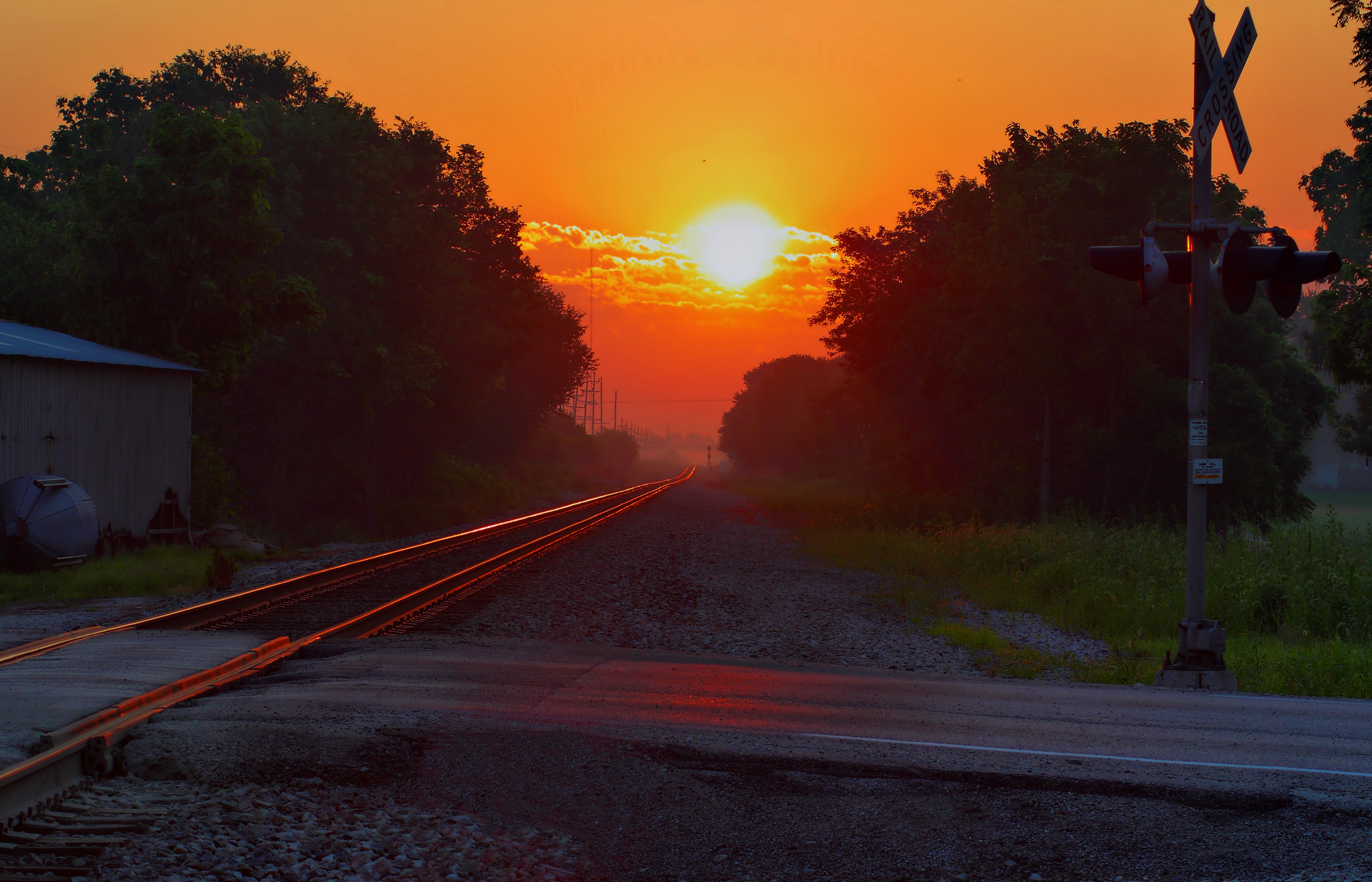
از مشاهدات مکرر معمولاً استنباط می شود: «خورشید همیشه از شرق طلوع می کند».

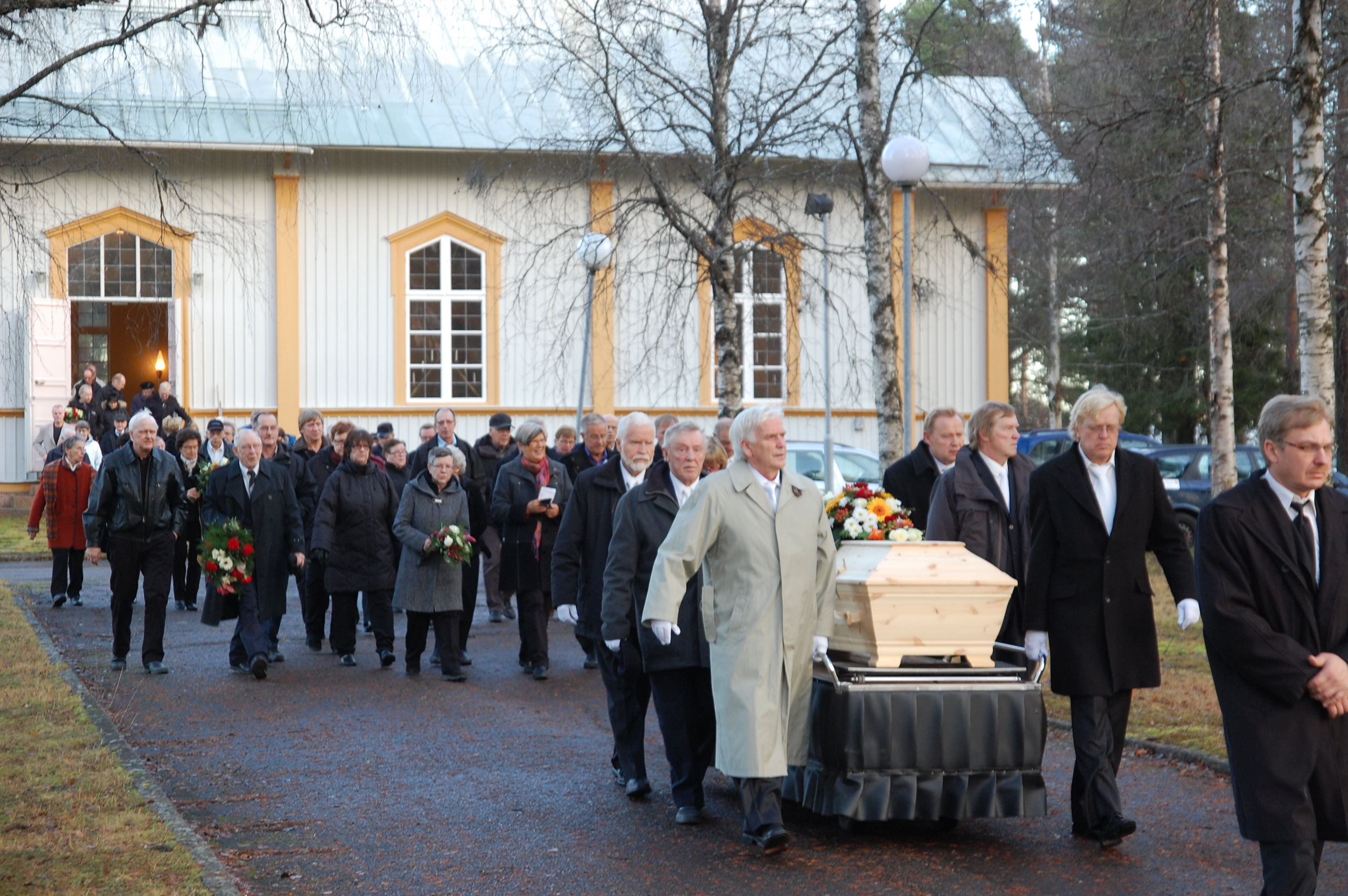
از مشاهدات مکرر معمولاً استنباط نمی‌شود: "اگر کسی بمیرد، هیچ وقت او من نیستم."

در استدلال استقرایی، شخص تعدادی مشاهده می‌کند و بر اساس آن‌ها ادعای جدیدی استنباط می‌کند. مثلاً از روی یک رشته مشاهده که زنی با سگش در ساعت ۸ صبح روز دوشنبه در کنار بازار راه می‌رود، به نظر منطقی می‌رسد که استنباط شود دوشنبه بعد هم او همان کار را خواهد کرد، یا به‌طور کلی زن هر دوشنبه با سگش از کنار بازار راه می‌رود. این که دوشنبه بعد زن با سگش از کنار بازار راه برود صرفاً به رشته مشاهدات می‌افزاید، اثبات نمی‌کند که او هر دوشنبه از کنار بازار گذر خواهد کرد. اول از همه، فارغ از تعداد مشاهدات، قطعی نیست که زن همیشه در ساعت ۸ دوشنبه از کنار بازار راه برود. در واقع، هیوم استدلال می‌کند که ما حتی نمی‌توانیم ادعا کنیم وقوع این رخداد «محتمل تر» است، زیرا این نیز همچنان نیازمند این فرض است که گذشته پیش‌بینی کنندهٔ آینده باشد.
در ثانی، مشاهدات خود اعتبار استدلال استقرایی را مگر به‌طور قیاسی ثابت نمی‌کنند. برتراند راسل در مسائل فلسفه این مسئله را تبیین کرده‌است:
حیوانات اهلی وقتی کسی را می‌بینند که معمولاً به آنها غذا می‌دهد انتظار غذا دارند. می‌دانیم که همه این انتظارات خام یکنواختی احتمالاً گمراه کننده‌اند. کسی که هر روز مرغ را در طول زندگیش غذا می‌دهد در نهایت گردن او را می‌برد، که نشان می‌دهد دیدگاه‌های پیچیده تری از طبیعت برای مرغ سودمندتر می‌بوده است.